# Juho Mäkelä
 For alternative betydninger, se Juho Mäkelä (maler). (Se også artikler, som begynder med Juho Mäkelä (maler))
Juho Mäkelä (født 23. juni 1983 i Oulu) er en finsk fodboldspiller, der i øjeblikket spiller for IFK Mariehamn i Finland. Han er angriber.

## Titler
- HJK Helsinki
  - Veikkausliigaen: 2003, 2009, 2010 og 2012

- Individuelt
  - Topscorer i Veikkausliigaen: 2005 og 2010[1]